# جواو تيكسيرا (لاعب كرة قدم)
جواو تيكسيرا هو لاعب كرة قدم برتغالي في مركز الوسط، ولد في 7 مايو 1996. لعب مع زمبرو تشيسيناو ونادي بوليتكنيكا ياشي.

## وصلات خارجية
- جواو تيكسيرا على موقع اتحاد أوكرانيا (الإنجليزية)
- جواو تيكسيرا على موقع قاعدة بيانات كرة القدم.إي يو (الإنجليزية)
- جواو تيكسيرا على موقع Soccerway.com (الإنجليزية)